# Unione Sportiva Triestina 1925
Questa pagina raccoglie le informazioni riguardanti l'Unione Sportiva Triestina nelle competizioni ufficiali della stagione 1925.

## Rosa
| N° | Naz.              | Ruolo | Sportivo      |  |  |  |
| -- | ----------------- | ----- | ------------- |  |  |  |
|    | Italia (bandiera) | E     | Luigi Canal   |  |  |  |
|    | Italia (bandiera) | E     | Collich       |  |  |  |
|    | Italia (bandiera) | E     | Gino De Santi |  |  |  |
|    | Italia (bandiera) | E     | Aldo Orlandi  |  |  |  |
|    | Italia (bandiera) | P     | Ares Pecorari |  |  |  |
|    | Italia (bandiera) | E     | Vidali        |  |  |  |
|    | Italia (bandiera) | E     | Villa         |  |  |  |

- Allenatore:  Edoardo Germogli

## Risultati

### Campionato italiano
| Milano 1925 | Sempione | ? – ? | Triestina | Salone Fratelli Brigatti |

| Milano 1925 | Monfalcone | ? – ? | Triestina | Salone Fratelli Brigatti |

| Milano 1925 | Milan | ? – ? | Triestina | Salone Fratelli Brigatti |

| Milano 1925 | Patavium | ? – ? | Triestina | Salone Fratelli Brigatti |